# FC Zestaponi
FC Zestaponi je gruzínský fotbalový klub sídlící ve městě Zestaponi. FC Zestaponi hraje v soutěži Umaglesi Liga, což je nejvyšší gruzínská fotbalová liga. Klub byl založen v roce 2004 a svá domácí utkání hraje na stadionu David Abashidze Stadium, což je městský stadión z roku 1952, který však v letech 1981 a 2004 prošel rekonstrukcemi. Jeho kapacita dosahuje 8 000 diváků.
Klub se představil mj. ve 2. předkole Evropské ligy UEFA 2014/15 proti slovenskému celku FC Spartak Trnava, který jej vyřadil.